# جرينلاند والاتحاد الأوروبي

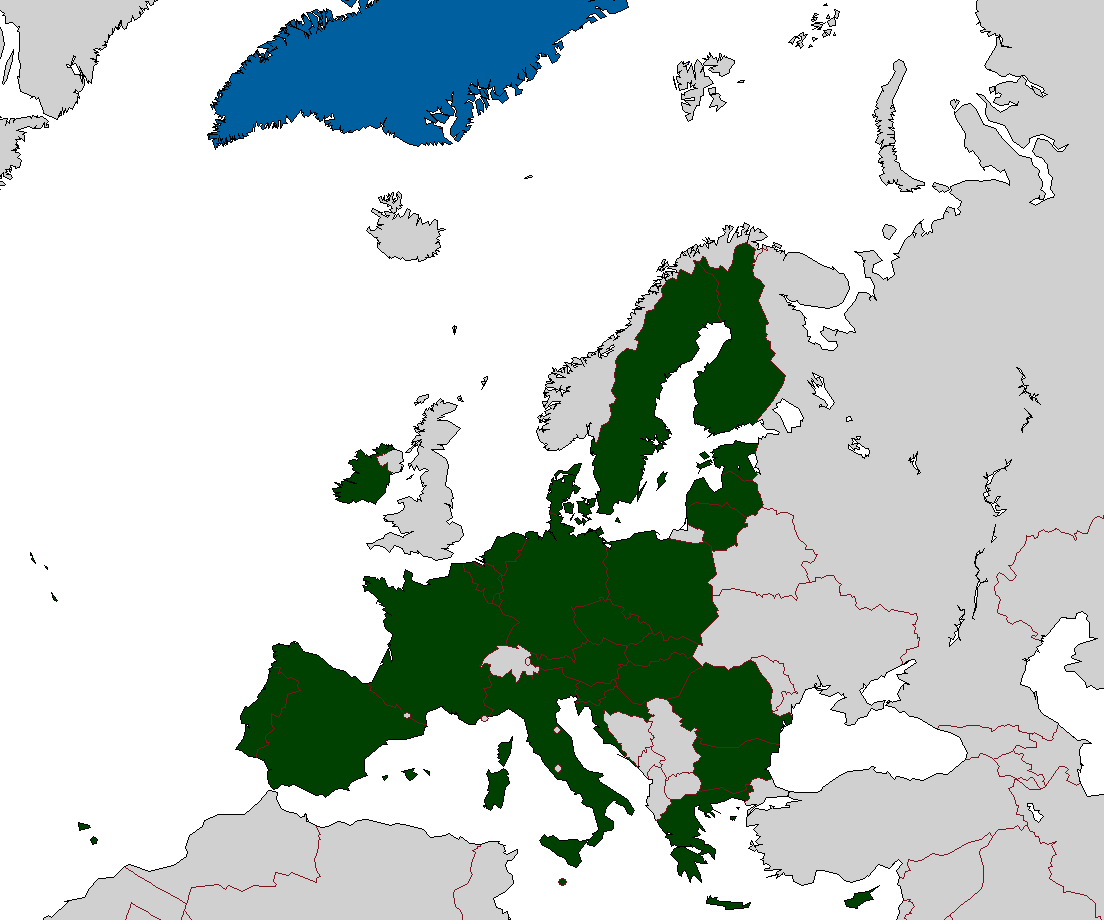
العلاقات مع جرينلاند وأوروبا.

جرينلاند هي دولة تتمتع باستقلال ذاتي داخل مملكة الدنمارك (والتي تشمل أيضًا دول الدنمارك وجزر فارو)؛ وهي واحدة من الأقاليم والبلدان خارج الاتحاد الأوروبي (الأقاليم ذات العضوية الخاصة في الاتحاد الأوروبي) التابعة له والمرتبطة به. تتلقى جرينلاند تمويلًا من الاتحاد الأوروبي للتنمية المستدامة، ووقعت اتفاقيات تزيد التعاون مع الاتحاد الأوروبي.
تعني هذه العلاقة بالاتحاد الأوروبي أيضًا أن جميع مواطني مملكة الدنمارك المقيمين في جرينلاند (مواطني جرينلاند) هم مواطنون في الاتحاد الأوروبي. يسمح هذا لسكان جرينلاند بالتنقل والإقامة بحرية داخل الاتحاد الأوروبي.
انضمت جرينلاند إلى الجماعة الأوروبية آنذاك في عام 1973 كمحافظة إلى جانب الدنمارك، وصوتت، بعد حصولها على الحكم الذاتي في عام 1979 مع إدخال الحكم الذاتي داخل مملكة الدنمارك، للمغادرة منها في عام 1982، وغادرت في عام 1985 لتصبح من الأقاليم ذات العصوية الخاصة في الاتحاد الأوروبي. تمثل السبب الرئيسي للمغادرة بالخلافات حول السياسة المشتركة لمصايد الأسماك الأوروبية؛ واستعادة السيطرة على الموارد السمكية في جرينلاند لتبقى بعد ذلك خارج مياه الاتحاد الأوروبي.

## الشراكة بين الاتحاد الأوروبي وجرينلاند
تُعد جرينلاند مؤهلة للحصول على تمويل من الاتحاد الأوروبي. خصص الاتحاد الأوروبي بين عامي 2007 و2013 حوالي 190 مليون يورو، وخطط بين عامي 2014 و2020 لتخصيص مبلغ 217.8 مليون يورو للتنمية المستدامة مع التركيز على قطاع التعليم. وقعت الدنمارك وجرينلاند والاتحاد الأوروبي على إعلان مشترك حول توثيق العلاقات بين الاتحاد الأوروبي وجرينلاند في عام 2015.
وقع رئيس مفوضية الاتحاد الأوروبي، ورئيس وزراء الدنمارك، ورئيس وزراء جرينلاند في مارس عام 2015 وثيقة «المظلة» الإطارية التي تحدد العلاقات بين الاتحاد الأوروبي وجرينلاند؛ و«إعلان مشترك حول العلاقات بين الاتحاد الأوروبي من ناحية، وحكومة جرينلاند وحكومة الدنمارك من ناحية أخرى». يؤكد الاتحاد الأوروبي بموجب هذه الوثيقة علاقاته الطويلة الأمد مع جرينلاند، ويؤكد على الأهمية الجيوستراتيجية لجرينلاند بالنسبة للاتحاد الأوروبي.
أعاد النقاش بشأن انسحاب المملكة المتحدة من الاتحاد الأوروبي الحديث عن الاتحاد الأوروبي في جرينلاند، وكانت هناك دعوات للجزيرة للانضمام إلى الاتحاد.

## خارج الاتحاد الأوروبي
انضمت جرينلاند في الأصل إلى الجماعة الأوروبية آنذاك مع الدنمارك في عام 1973. لم تكن جرينلاند في ذلك الوقت مستقلة ذاتيًا عن الدنمارك، ولكنها اكتسبته في عام 1979. حصدت جرينلاند بعض المعاملة الخاصة مثل القيود على الأعمال التجارية لغير المقيمين ومصايد الأسماك. حصلت جرينلاند على حق عضوية البرلمان الأوروبي في انتخابات البرلمان لعام 1979.
غادرت جرينلاند الجماعة الأوروبية في عام 1985 بعد استفتاء عام 1982 بنسبة 53% صوتوا للانسحاب بعد نزاع حول حقوق الصيد. أضفت معاهدة جرينلاند الطابع الرسمي على الخروج.
كانت هناك بعض التكهنات حول ما إذا كانت جرينلاند قد تفكر في العودة إلى الاتحاد الأوروبي؛ وذلك على الرغم من احتمالية عدم حدوث ذلك في أي وقت قريب. نقلت صحيفة يولاندس بوستن اليومية الدنماركية في 4 يناير عام 2007 عن الوزير الدنماركي السابق لجرينلاند توم هويم قوله: «لن أتفاجأ إذا عادت جرينلاند مرة أخرى عضوًا في الاتحاد الأوروبي. يحتاج الاتحاد الأوروبي إلى نافذة القطب الشمالي، ولا تستطيع جرينلاند وحدها إدارة الإمكانيات الهائلة للقطب الشمالي».
أعيد النقاش في ضوء الأزمة المالية الآيسلندية بين عامي 2008-2011. تعد السياسة المشتركة لمصايد الأسماك الأوروبية سببًا مهمًا لبقاء جرينلاند والنرويج وآيسلندا خارج الاتحاد الأوروبي. كان هناك أمل في أن المفاوضات الآيسلندية بشأن عضوية الاتحاد الأوروبي بين عامي 2011-2013 يمكن أن تخلق استثناء لهذه السياسة، ولكنها لم تصل إلى هذا الحد. تشير «الإمكانيات الهائلة في القطب الشمالي» إلى الموارد الطبيعية مثل التعدين. يوجد مستودع كبير جدًا للحديد، وهو منجم إيسّوا للحديد. لا تستطيع جرينلاند تمويل التكلفة الكبيرة لتطويره، وليس لديها مثل هذه الخبرة، لذلك تعاقدت مع شركة أجنبية لم تبدأ في تطويره بسبب انخفاض أسعار الحديد.